# Emilite
L'emilite è un minerale.

## Etimologia
Il nome è in onore del professore di mineralogia danese Emil Makovicky (1941- ), specialista nella cristallografia chimica dei solfosali.